# International Hellenic University
Die International Hellenic University (kurz IHU, griechisch Διεθνές Πανεπιστήμιο της Ελλάδος) ist eine Universität in Thessaloniki, Griechenland. Sie wurde zuerst 2005 gegründet und ist die erste öffentliche Universität in Griechenland, deren Lehrveranstaltungen vollständig in englischer Sprache gehalten werden.
Im 2019 wurde die Universität neu gegründet und unterhält Standorte in Thessaloniki (Thermi und Sindos), Kavala, Serres, Drama, Katerini, Edessa, Kilkis und Didymoteicho.

## Studium

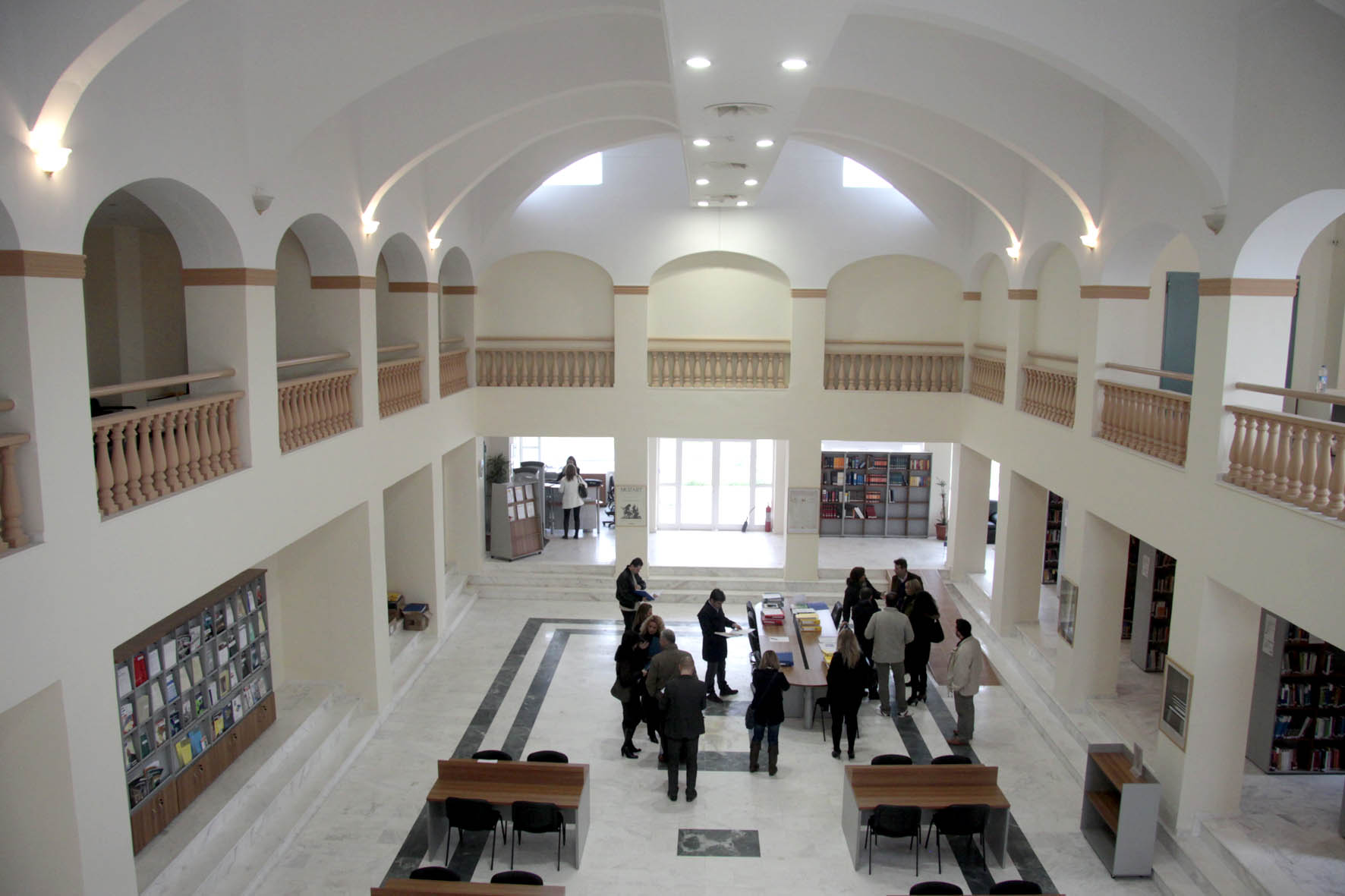
Ein Teil der Bibliothek der IHU

Die IHU war zuerst auf Angebote für ein postgraduales Studium spezialisiert, um international Studenten anzusprechen und griechischen Studenten über ihr Grundstudium hinaus eine internationale Perspektive eröffnen. Nach der Neugründung werden auch grundständige Studiengänge angeboten.

## Schulen und Abteilungen
Nach der Neugründung 2019 umfasst nun 9 sog. Schulen und 30 Abteilungen:
| Fakultäten                                                   | Abteilungen |
| ------------------------------------------------------------ | --- |
| Fakultät der Geowissenschaften                               | - Abteilung für Agrarbiotechnologie und Önologie (Drama) - Landwirtschaftsministerium (Thessaloniki) - Abteilung für Forstwirtschaft und natürliche Umwelt (Drama) - Abteilung für Lebensmittelwissenschaft und -technologie (Thessaloniki) |
| Fakultät der Designwissenschaften                            | - Abteilung für kreatives Design und Kleidung (Kilkis) - Abteilung für Innenarchitektur (Serres) |
| Fakultät der Gesundheitswissenschaften                       | - Abteilung für Biomedizinische Wissenschaften (Thessaloniki) - Abteilung für Ernährungswissenschaften und Diätetik (Thessaloniki) - Geburtshilfe (Thessaloniki) - Abteilung für Krankenpflege (Thessaloniki) - Abteilung für Krankenpflege (Zweig Didymoteicho) - Abteilung für Physiotherapie (Thessaloniki) |
| Fakultät der exakten Wissenschaften                          | - Informatik (Kavala) - Physik (Kavala) - Chemie (Kavala) |
| Fakultät für Sozialwissenschaften                            | - Abteilung für frühkindliche Bildung und Betreuung (Thessaloniki) - Abteilung für Bibliotheks-, Archiv- und Informationswissenschaft (Thessaloniki) |
| Ingenieursfakultät                                           | - Abteilung für Wirtschaftsingenieurwesen und Management (Thessaloniki) - Abteilung für Umweltingenieurwesen (Thessaloniki) - Abteilung für Informations- und Elektronik (Thessaloniki) - Abteilung für Computer-, Informatik- und Telekommunikationstechnik (Serres) - Abteilung für Vermessung und Geoinformatik (Serres) - Abteilung für Maschinenbau (Serres) - Abteilung für Bauingenieurwesen (Serres) |
| Fakultät für Wirtschaftswissenschaften                       | - Abteilung für Supply Chain Management (Katerini) - Abteilung für Betriebswirtschaft, Marketing und Tourismus (Thessaloniki) - Abteilung für Managementwissenschaft und Technologie (Kavala) - Abteilung für Rechnungswesen und Informationssysteme (Thessaloniki) - Abteilung für Rechnungswesen und Informationssysteme (Kavala) - Abteilung für Wirtschaftswissenschaften (Serres) - Abteilung für Betriebswirtschaftslehre (Serres) |
| Fakultät für Geistes-, Sozial- und Wirtschaftswissenschaften | (Nur englische MSc-Programme, Thermi Campus) - Executive MBA - LLM in transnationalem und europäischem Handelsrecht, Bankrecht, Schiedsgerichtsbarkeit / Mediation - MSc in Energierecht, Wirtschaft, Regulierung und Politik - MA in Kunstrecht und Kunstmanagement - MSc in nachhaltiger Landwirtschaft und Wirtschaft - MSc in Bioökonomie: Biotechnologie und Recht - MSc in Management - MSc in Banking & Finance - MSc in Internationalem Rechnungswesen, Wirtschaftsprüfung und Finanzmanagement - MA in Schwarzmeer- und Ostmittelmeerstudien - MA in klassischer Archäologie und alter Geschichte Mazedoniens - Master in orthodoxer ökumenischer Theologie - MSc in Hotel- und Tourismusmanagement |
| Fakultät für Wissenschaft und Technologie                    | (Nur englische MSc-Programme, Thermi Campus) - MSc in Data Science - MSc in IKT-Systemen - MSc in E-Business und digitalem Marketing - MSc in Mobile und Web Computing - MSc in Cybersicherheit - MSc in intelligenten Städten und Gemeinden - MSc in Energiesystemen - MSc in Energie und Finanzen - MSc in Energy Building Design - MSc in Umweltmanagement und Nachhaltigkeit - MSc in strategischem Produktdesign |